# Robert Schuman
Robert Schuman (29. června 1886 Clausen, Lucembursko – 4. září 1963 Chazelles u Met) byl francouzský politik lucembursko-lotrinského původu. V letech 1947–48 byl ministerským předsedou, 1958–60 předsedou Evropského parlamentu; jako ministr zahraničí (1948–52) se význačně podílel na vytvoření Montánní unie (též Schumanův plán), spolu s Jeanem Monnetem je považován za zakladatele Evropské unie.

## Životopis

### Schumanova evropská aktivita
Schumanovo jméno je jako jméno málokterého jiného politika spojeno s Evropou, s jejím poválečným uspořádáním a s vytvořením dnešní Evropské unie. Svou dráhu evropského politika začíná Schuman v roce 1948, kdy se stal ministrem zahraničí v celkem osmi vládách (až do roku 1952). Již v této době začíná koncipovat příští vzhled Evropy, později se jeho snahám říká Schumanův plán.
Z 9. května 1950 pochází jeho historické Vyhlášení o novém uspořádání Evropy (tzv. Schumanova deklarace), počínající vznikem Montánní unie, která vyústí do vzniku Evropské federace. Montánní unie, která se stala základem Evropského společenství uhlí a oceli, byla založena v Paříži 18. dubna 1951. Schumanovy plány na širší evropské společenství však ve Francii nenalezly podpory, a tak se Schuman v roce 1952 vzdal svého úřadu.
1953 vstoupila v platnost evropská Úmluva o ochraně lidských práv a základních svobod (též Strassburská konvence), na které se Schuman významně podílel. Schuman pak podnikl mnoho cest po Evropě a zasazoval se o uskutečnění své myšlenky sjednocené Evropy. Zadostiučinění se dočkal roku 1957 přijetím Římských smluv; o rok později byl zvolen prvním předsedou Evropského parlamentu, v témže roce mu byla udělena Karlova cena města Cáchy.
Robert Schuman byl též velkým zastáncem porozumění mezi Německem a Francií, na kterém stojí celý evropský integrační projekt.

## Uznání v katolické církvi
Dne 9. června 1990 započal proces jeho blahořečení a dne 19. června 2021 prohlásil papež František Roberta Schumana za ctihodného jako uznání jeho aktivit, které probíhaly podle křesťanských principů. Toto je první stupeň v procesu kanonizace, tj. prohlášení za svatého.